# Četvrta nogometna liga Slovačke
Četvrta nogometna liga Slovačke ili skraćeno 4. Liga (slovački 4. slovenská futbalová liga) predstavlja četvrti razred nogometnih liga u Slovačkoj. Osnovana je 1993. dogovorom Slovačkog nogometnog saveza i članica je UEFA-ine konfederacije. U njoj se trenutno natječe 120 klubova podijeljenih u 8 skupina.

## Unutarnje poveznice
- Četvrta nogometna liga Slovačke 2019./2020.